# Déskörtvélyes

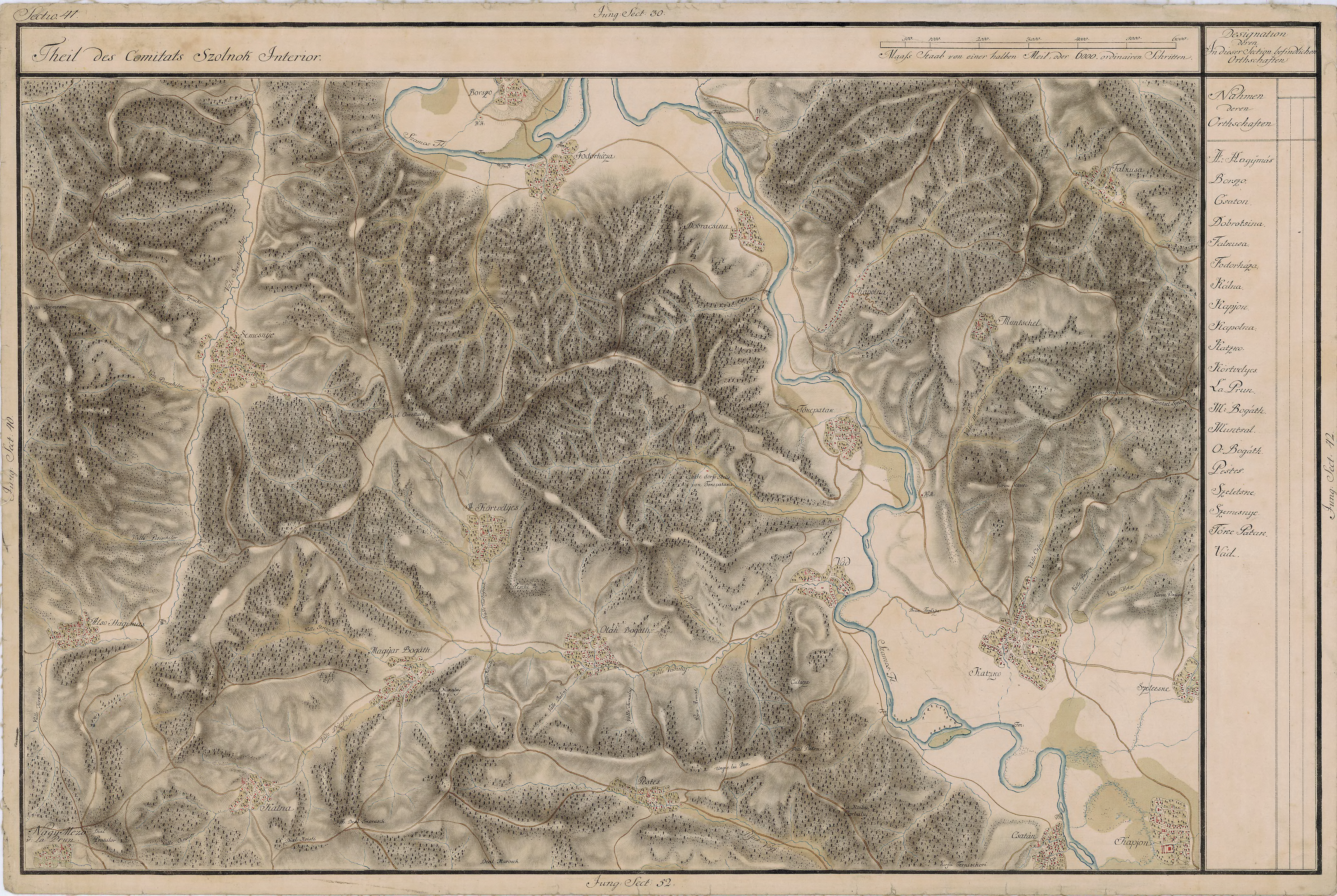
Déskörtvélyes egy régi, az 1700-as évekből való térképen

Déskörtvélyes románul: Curtuiușu Dejului, falu Romániában, Erdélyben, Kolozs megyében.

## Fekvése
Déstől északnyugatra fekvő település. Meredek, erdős hegyektől körülvett mély völgyben fekszik, határának kétharmada terméketlen.

## Népessége
- 1713-ban 16 jobbágy, 5 zsellér lakosa volt, házainak összes száma 28.
- 1750-ben 30 jobbágy 20 telken 21 házban, 9 telkes zsellér 8 házastelken és egy kóborló lakosa volt. Puszta ház 17 volt benne.
- 1831-ben 324 görögkatolikus lakosa volt.
- 1857-ben a házak száma 74, a lakosoké 392, ebből 387 görögkatolikus és 5 izraelita.
- 1886-ban 382 lakosból 370 görögkatolikus román és 12 zsidó.
- 1891-ben lakossága 427, ebből 412 görögkatolikus, 15 izraelita.
- 1850-ben 405 lakosából 393 román volt.
- 1880-ban 392 lakosából 361 román, 8 magyar volt.
- 1910-ben 621 lakosából 572 román, 28 magyar volt. Ebből 579 görögkatolikus, 17 izraelita, 12 görögkeleti ortodox volt.
- 1920-ban 576 lakosából 554 román, 2 magyar volt.
- 1930-ban 682 lakosából 665 román volt.
- 1941-ben 808 lakosából 796 román, 4 magyar volt.
- 1956-ban 864 lakosa volt.
- 1966-ban a 737 lakos mindegyike román volt.
- 1977-ben a 455 lakos mindegyike román volt.
- 1992-ben a 196 lakos mindegyike román volt.
- 2002-ben a 182  lakos mindegyike román volt.

## Története
Déskörtvélyes, Körtvélyes, Alsókörtvélyes nevét 1325-ben p. Kurthvillus néven említette először oklevél. Későbbi névváltozatai: 1366-ban Kurtulus, 1457-ben Kerthweles, 1588-ban Körtvélyes, 1599-ben Keorthwiles, 1611-ben  Keortvielies, 1760–1762 között Alsó Körtvéllyes, 1808-ban Körtvélyes (Alsó-), Kurtujes, 1913-ban Déskörtvélyes.
Déskörtvélyes, előbb Alsó-Körtvélyes kezdettől fogva a Losonczi Bánffyaknak, mint a Lápos vidék urainak birtoka volt. Bánffy Dénes fiainak 1325-ben való birtokmegosztásakor Körtvélyes Bánffy Tamásnak jutott, azzal a mezővel együtt, amely a Bogát és Bogáttő patakok közt feküdt. A falunak magyarok adták a nevet, valószínűleg ők is alapították, de korán kipusztultak belőle, és ezután helyükre románok telepedtek le, mert 1546 körül már vegyes nevű és lakosságú jobbágyok lakták: Berbencze, Tatár, Drulya, Dancsul, Körtvélyesi családnevekkel. 1658-ban görögkatolikus egyházközség létezett. A Bánffy család anyagi támogatásával épült fatemplomát 1797-ben szentelték fel Mihály és Gábor arkangyalok tiszteletére, a harangok felirata azonban 1621.
A trianoni békeszerződés előtt Szolnok-Doboka vármegye Dési járásához tartozott.